# Prähistorische Brunnen von Stemshorn
Bei den Prähistorischen Brunnen von Stemshorn handelt es sich um die Relikte von fünf Brunnen, die im Jahr 2017 beim Bau einer Erdgaspipeline bei Stemshorn entdeckt wurden. Die prähistorischen Brunnen wurden während der Jungsteinzeit und der Bronzezeit angelegt. Darunter ist ein Baumstammbrunnen aus der Zeit um 3500 v. Chr., bei dem es sich um den ältesten Brunnen handelt, der bisher in Niedersachsen gefunden wurde.

## Vorgeschichte
Im Landkreis Diepholz entstand im Jahr 2017 die 27 km lange Nord-West-Anbindungsleitung (Nowal) für Ferngas vom Erdgasspeicher in Rehden nach Drohne in Nordrhein-Westfalen. Da erfahrungsgemäß eine größere Anzahl an Bodendenkmalen zu erwarten war, kam es im Vorfeld zu archäologischen Untersuchungen. Bei den Prospektionen und Ausgrabungen wurden 58 bis dahin unbekannte archäologische Fundplätze entdeckt. Dazu zählten unter anderem 8000 Jahre alte mittelsteinzeitliche Feuerstellen, ein jungsteinzeitliches Steinbeil und Siedlungsreste aus der römischen Kaiserzeit.

## Fundstelle
Die Fundstelle der fünf Brunnen liegt etwa 900 Meter nordwestlich des Ortskerns von Stemshorn. Sie befindet sich in einer ehemaligen Senke direkt am Rande der Geest, die hier zum ehemaligen Ufer des Dümmers abfällt. An der Stelle gibt es bis heute einen anhaltend hohen Wasserstand, was anscheinend bereits früher als günstiger Standort für Brunnen erkannt worden ist. Eine zu den Brunnen zugehörige Siedlungsstelle wurde bisher nicht gefunden.

## Entdeckung und Beschreibung
Im Sommer 2017 stießen Archäologen eines Grabungsunternehmens beim Ausheben eines Suchschnitts, auf einer landwirtschaftlich genutzten Fläche, auf einen Bereich mit einer dunkelbraunen Kulturschicht. Es fanden sich oberflächlich Flintsteine, Fragmente von Steinbeilen sowie Teile von Klopf- und Mahlsteinen und einzelne Keramikscherben. Bei einer in die Tiefe gehenden Ausgrabung fanden sich, 1,5 Meter unter der Oberfläche, Brunnenrelikte. Zum Teil waren die zu unterschiedlichen Zeitstellungen angelegten Brunnen so dicht nebeneinander gesetzt, dass sie sich gegenseitig überlagerten.
Bei den freigelegten Brunnen handelte es sich um zwei Baumstammbrunnen aus ausgehöhlten Baumstämmen und drei Flechtwerkbrunnen, bei denen die Brunnenwände aus einem Kranz von Ästen und Hölzern gefertigt waren. Ein Baumstammbrunnen hatte einen Durchmesser von 70 cm und war in einer Höhe von 40 cm erhalten geblieben. Ein Flechtwerkbrunnen hatte eine Ausdehnung von 1,3 × 1,1 Meter und war bis zu einer Höhe von 30 cm erhalten. Die beiden Baumstammbrunnen wurden als Blockbergung aus dem Boden gestanzt und zur Konservierung in das Industriemuseum Lohne verbracht.
Datierungen an den Brunnenresten mittels der C14-Methode ergaben für die Baumstammbrunnen eine Zeitstellung von etwa 3200 sowie 3500 v. Chr. Sie lassen sich der Trichterbecherkultur zurechnen; ebenso wie zwei Flechtwerkbrunnen, die etwa 2500 v. Chr. entstanden waren. Ein Flechtwerkbrunnen, der über einen kleinen Holzkasten verfügte, stammt aus der Zeit um 1400 v. Chr. und ist der mittleren Bronzezeit zuzurechnen.

## Bedeutung
Laut dem niedersächsischen Landesarchäologen Henning Haßmann eröffnen die Brunnen, von denen die über 5000 Jahre alte Anlage „in perfekter Holzbautechnik“ errichtet wurde, eine neue Sicht auf die Jungsteinzeit. Demnach gab es Siedlungen auch an Orten, die nicht in der Nähe eines Wasserlaufs lagen. So konnten Bauern schon zu dieser Zeit ihr Vieh aus Brunnen tränken. Eine weitere, bei der Ausgrabung gewonnene Erkenntnis ist, dass Menschen über Jahrtausende an derselben Stelle Brunnen gebaut haben, ohne voneinander zu wissen.